# سان پرینسس
سان پریسنسس (به انگلیسی: Sun Princess) یک کشتی است که طول آن ۲۶۱٫۳۱ متر (۸۵۷٫۳ فوت) می‌باشد. این کشتی در سال ۱۹۹۵ ساخته شد.